# Nombre 142
El nombre 142 (CXLII) és el nombre natural que segueix el nombre 141 i precedeix el nombre 143.
La seva representació binària és 10001110, la representació octal 216 i l'hexadecimal 8E.
La seva factorització en nombres primers és 2×71; altres factoritzacions són 1×142 = 2×71; és un nombre 2-gairebé primer: 2 × 71 = 142. És un nombre d'Erdős-Woods.